# ボイジャー2号
ボイジャー2号（英語: Voyager 2）は、アメリカ航空宇宙局（NASA）により1977年8月20日に打ち上げられた、木星よりも遠くの外惑星及び衛星の探査を目的として開発・運用されている無人宇宙探査機である。
ボイジャー計画の一環として、姉妹機であるボイジャー1号の16日前に打ち上げられた。木星と土星に到達するのに時間はかかったが、さらにその先の天王星と海王星の接近に成功した。巨大氷惑星を訪れた唯一の探査機で、また木星・土星・天王星・海王星の「グランドツアー」を初めて実現した探査機となった。また、ボイジャー1号と同様に、はるか先に存在しているかもしれない地球外知的生命体の探査のためボイジャーのゴールデンレコードと呼ばれる、地球の生命や文化を伝えるためのレコードを搭載している。
その主な任務は、1979年に木星、1981年に土星、1986年に天王星を訪問した後の1989年10月2日の海王星探査に伴って終了した。ボイジャー2号は現在、 47年9か月と26日間稼働し続けており、ディープスペースネットワークを通じて通信を行っている。
ボイジャー2号は2022年8月時点で、太陽からの距離は130.5 au (195.2億 km)で、太陽に対して15.199 km/s (54,717 km/h)の速度で移動しており、太陽系を脱出する5つの探査機のうち、4番目に太陽系の脱出速度を達成した探査機である。2018年12月、ボイジャー2号が2018年11月5日に太陽圏（ヘリオスフィア）を離脱して恒星間空間に達したと公式に発表された。

## ミッション計画と打上げ

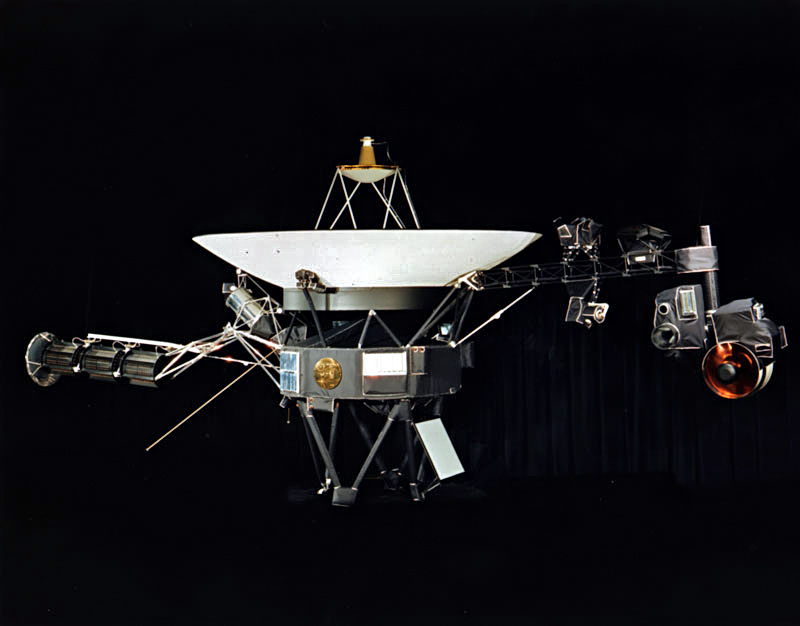
ボイジャー探査機

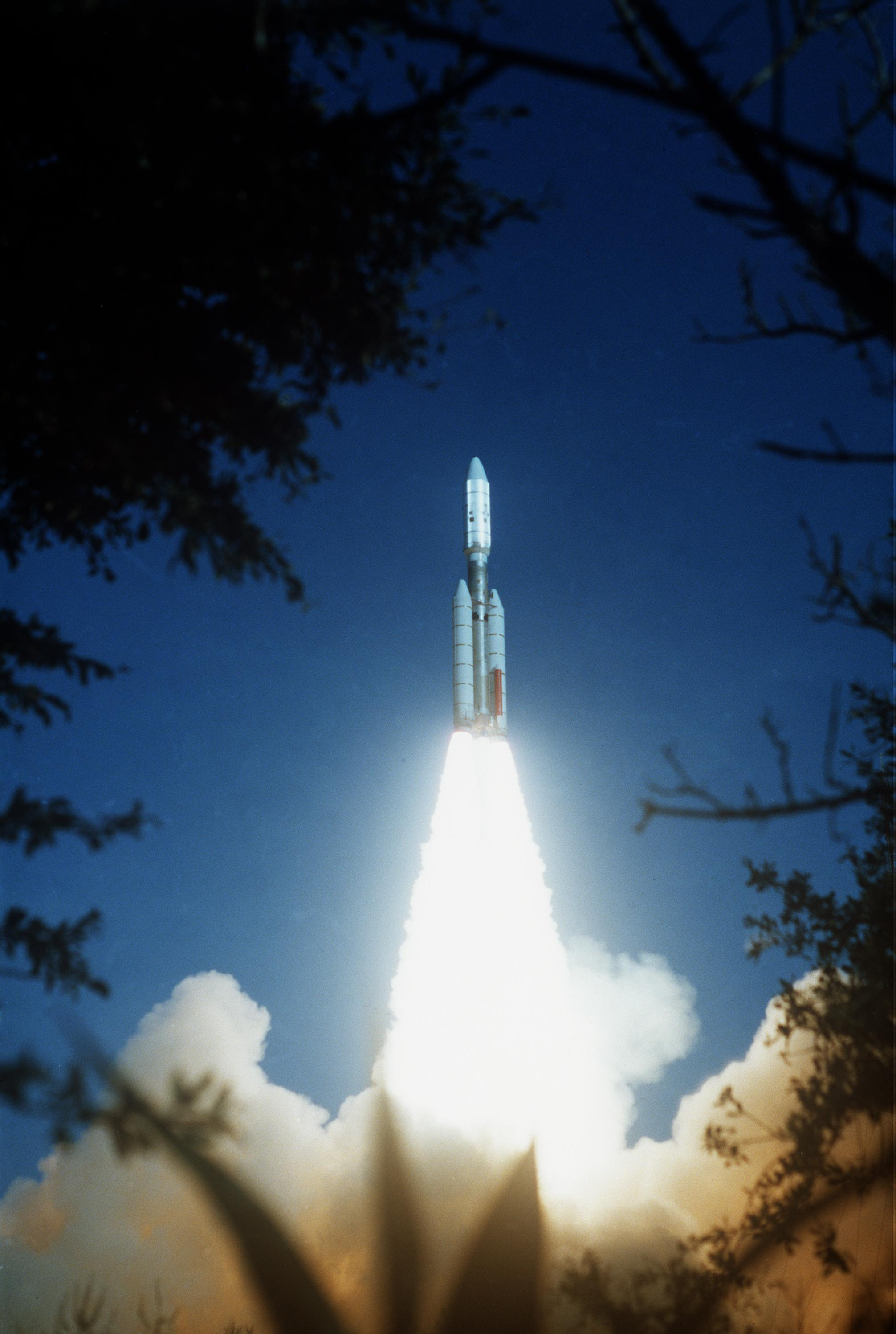
ボイジャー2号の打上げ

元々ボイジャー2号はマリナー計画の一部「マリナー12号」として計画された。
ボイジャー2号は1977年8月20日に、フロリダ州のケープカナベラル空軍基地LC41発射台からタイタンIIIEセントールロケットによって打ち上げられた。
ボイジャー2号の打上げの際、ボイジャー計画の地上クルーは同時期に打上げを予定していたボイジャー1号に生じた問題に集中していたため、ボイジャー2号に重要な起動コマンドを送信することを忘れていた。このためにボイジャー2号のメインの高利得アンテナが停止する状態となった。幸い、地上クルーは探査機の低利得アンテナを使って交信を確立することができ、高利得アンテナを再起動することができた。

## 木星
ボイジャー2号は1979年7月9日に木星に最接近した。この時の観測で大赤斑は反時計回りに回転していることが判明した。さらに、新たな衛星アドラステアを発見した。

## 土星

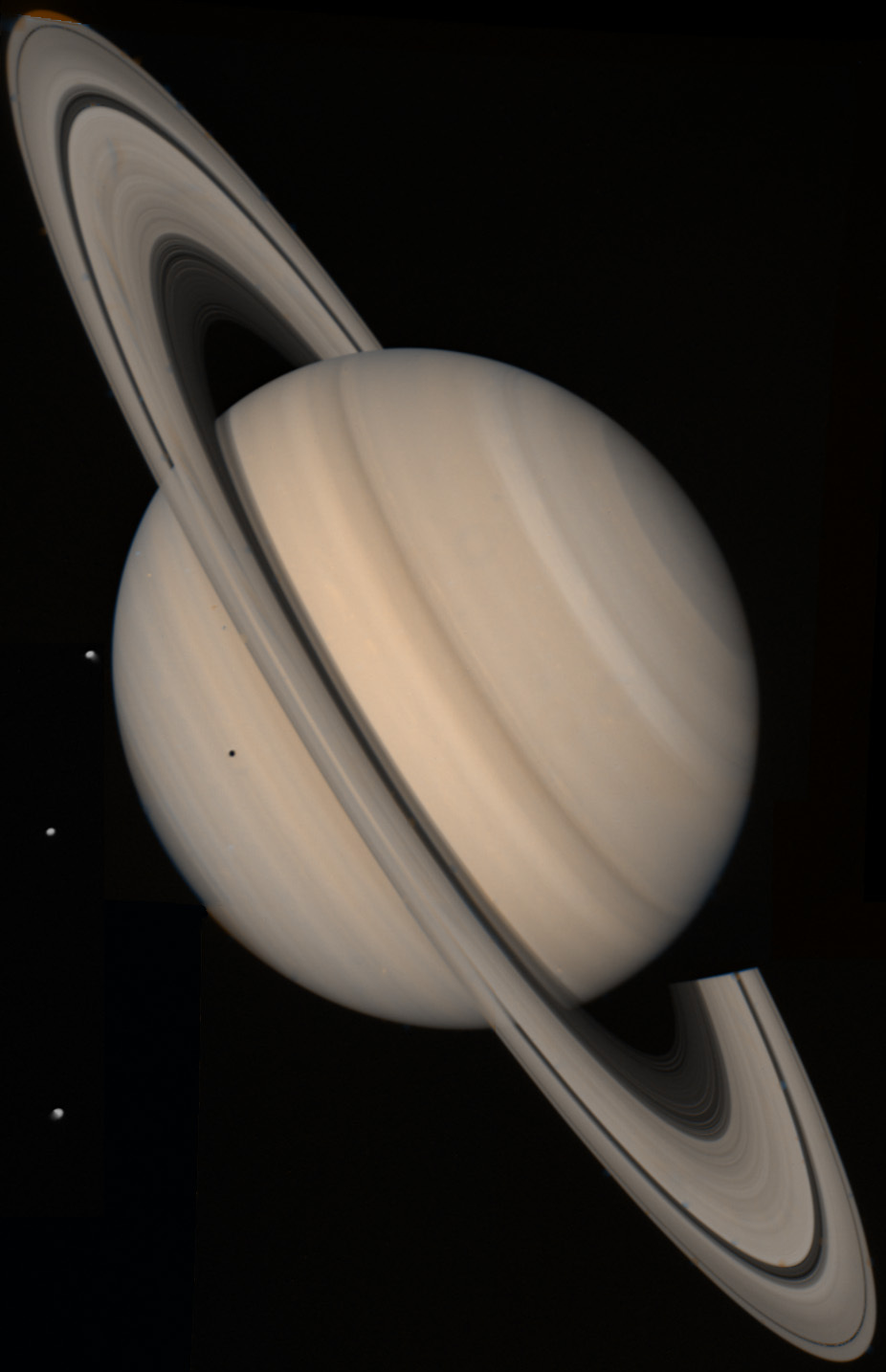
ボイジャー2号が撮影した土星。土星の左の光点は衛星テティス、ディオネ、レア

土星への最接近は1981年8月25日に行われた。
ボイジャー2号は地球から見て土星の裏側にいる際に、レーダーを用いて土星の上層大気の観測を行い、温度及び密度分布を測定した。この観測により、土星大気の最上部（気圧 70 mb (7.0kPa)）での温度は70Kで、最下層部（気圧1200 mb (120 kPa)）では温度は 143 Kに上昇していることを発見した。また北極では他の部分に比べて温度が約 10 K低いことも明らかになったが、これは季節によって変動している可能性もある。
実は本来のミッションは土星探査で全て完了だったが、ボイジャー2号は軌道の関係上天王星まで行くことが可能だったため、関係者は議会で予算追加を訴えた。予算が得られなければ地上の管制を打ち切らねばならなかったが、粘り強い活動が実を結んで予算追加は承認された。また、これより後に海王星探査が追加承認されている。
土星フライバイの後、ボイジャー2号のカメラ架台が一時的に動かなくなる不具合が起こり、延長されたミッションが危機にさらされることとなった。幸いにもミッションチームは問題を解決することができ、探査機は天王星探査へと向かった。

## 天王星

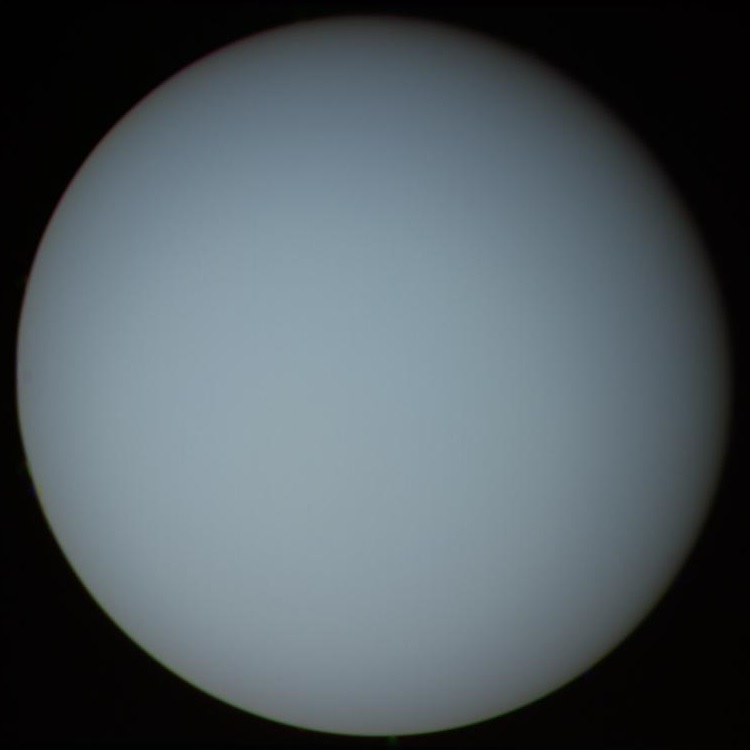
ボイジャー2号が撮影した天王星

天王星への最接近は1986年1月24日に行われた。ボイジャー2号の天王星訪問はわずか24時間弱であったが、天王星についての多くの情報をもたらした。以下に述べる環や衛星・大気についての情報に加え、天王星の1日の長さや磁場の存在などの情報である。
ボイジャー2号は天王星の未知の衛星を新たに10個発見した。また天王星の97.77°傾いた自転軸によって生じたユニークな大気の性質を調査したり、天王星の環の調査を行った。この調査で天王星の環は、木星や土星と性質が異なり、形成時期も天王星より若いことが判明した。ある天体が天王星の潮汐力により破壊され、形成されたと考えられている。またボイジャー2号は天王星に磁場が存在することも発見している。
また天王星の5大衛星の一つ、ミランダも観測した。ミランダの表面は深さ 20 km以上におよぶ巨大な渓谷などがあり、複雑な地形であった。過去に何らかの破壊的な地殻変動があったと考えられている。

## 海王星

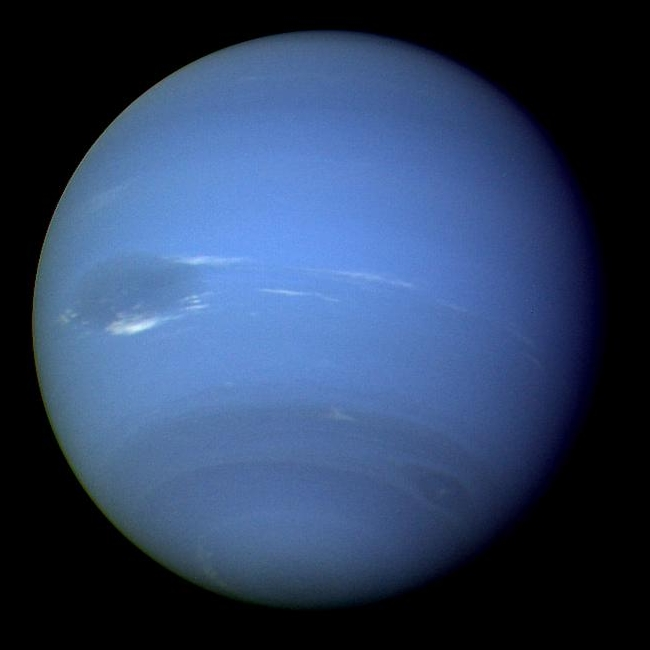
ボイジャー2号が撮影した海王星

海王星への最接近は1989年8月25日に行われた。ボイジャー2号は、海王星は太陽から受ける熱より多い熱を放射しているということを発見（報告）した。海王星はボイジャー2号が探査できる最後の惑星だったため、ボイジャー1号が土星とタイタンに接近した際と同様に、接近後の探査機の軌道を気にせずに海王星の衛星トリトンへの近接フライバイを行った。これは結果的に賢明な判断となり、この接近によってトリトンの表面が興味深い特徴を持っていることが明らかになった。ボイジャー2号は、海王星の衛星を新たに6つ発見した。また、海王星の環が同心円状で海王星を一周していることも確認した（それまではとぎれとぎれしか存在せず一周していないと考えられていた）。
ボイジャー2号はまた海王星表面の大暗斑 (Great Dark Spot) も発見した。しかし1994年のハッブル宇宙望遠鏡による観測では大暗斑は消失している。
2023年現在、ボイジャー2号は海王星を訪れた唯一の探査機である。

## 太陽圏からの離脱
ボイジャー2号の惑星探査ミッションは終了したため、現在ボイジャー2号は太陽圏を越えた領域を探査する星間空間ミッションとしてNASAによって運用されており、2012年に近くの星間空間のプラズマの温度を測定し、太陽圏内のプラズマよりも低温であることや、太陽圏を出る直前にプラズマ密度のわずかな増加を確認していたことなどから、現在は原因調査のため星間プラズマの密度と温度を測定している。2018年11月11日ボイジャー2号は太陽から約178億1320万km (119.07au)の距離にあり、太陽との相対速度で15.341km/s (3.236 au/年)の速さで太陽圏から脱出しつつある。ボイジャー1号と同様、特定の恒星を目指して飛行しているわけではないが、約6万1000年後にオールトの雲を通過し、約29万8000年後にシリウスから約4光年まで接近するとされている。2020年10月18日現在ボイジャー2号は太陽から約150au（224 億 km）の地点で慣性飛行を続けている。
2010年4月22日、ボイジャー2号から地球に送信されたデータが読み取り不可能な状態になっていることが発見された。5月1日にはその原因が観測したデータを地球に送信するためのフォーマットに変換するシステムに異常があるためと判明した。NASAはボイジャー2号のコンピューターを5月19日にリセットし、23日にはデータが正常に送信されていることを確認した。
ボイジャー2号は、ボイジャー1号と共に、太陽系の外から来る紫外線の波長域の1つライマンα線を観測している。その中には、地球からの観測では知られていなかった線源も含まれている。ライマンα線は、地球からの観測では、星間物質に散乱される太陽放射のせいでうまく捉えることができないものである。
2018年11月5日、ボイジャー2号がボイジャー1号に次いで太陽圏を離脱したことが同年12月10日に発表された。翌年の2019年11月4日には、ボイジャー2号に搭載された磁場センサーやエネルギー粒子観測装置、プラズマ観測装置等の5つの機器から得られたデータを基にした研究から、ボイジャー2号が太陽圏と星間空間の間の遷移領域を航行していることが発表された。
ボイジャー2号は、重大な不具合がなければ2025年ごろまでは運用が保てるものと考えられ、それ以降は電力や燃料の残量次第である。当初は太陽センサーの感度がより早い段階で不足するものと思われたが、2019年にその制約はないことが判明し、ボイジャー2号が太陽の位置情報を再取得できなくなるのは2027年と見込まれている。2023年4月には電源変動対策のための予備電力をも投入する形で、電力低下による観測機器のシャットダウン回避に成功。2026年まで惑星間空間探査を継続できる見通しが立った
2023年8月1日、信号送信のミスによりアンテナが地球から離れた方向に向いたため、通信が遮断されたことを発表した。なお、NASAは同年10月15日ごろにアンテナの向きがリセットされるため通信が再開できる見込みであるとしていたが、アンテナを正常な方向に戻すための信号を送るなど対応を行った結果、同月4日に通信の復旧が確認された。
2024年10月1日には電力低下の対策の一環として、プラズマ科学実験器（PLS）を停止させたことが発表された。
| 日付           | 太陽からの距離 (億km) | 太陽との相対速度 (km/s) |
| -------------- | --------------------- | ----------------------- |
| 1996年01月05日 | 71.39                 | 16.060                  |
| 1997年01月03日 | 75.85                 | 15.987                  |
| 1998年01月02日 | 80.35                 | 15.921                  |
| 1999年01月01日 | 84.87                 | 15.862                  |
| 2000年01月07日 | 89.52                 | 15.811                  |
| 2001年01月12日 | 94.20                 | 15.766                  |
| 2002年01月04日 | 98.72                 | 15.729                  |
| 2003年01月03日 | 103.35                | 15.696                  |
| 2004年01月02日 | 108.00                | 15.666                  |
| 2005年01月07日 | 112.75                | 15.635                  |
| 2006年01月06日 | 117.43                | 15.606                  |
| 2007年01月05日 | 122.11                | 15.577                  |
| 2008年01月04日 | 126.80                | 15.550                  |
| 2009年01月02日 | 131.49                | 15.520                  |
| 2010年01月01日 | 136.19                | 15.493                  |
| 2011年01月07日 | 140.99                | 15.469                  |
| 2012年01月06日 | 145.69                | 15.449                  |
| 2013年01月04日 | 150.40                | 15.433                  |
| 2014年01月03日 | 155.12                | 15.420                  |
| 2015年01月16日 | 160.02                | 15.497                  |
| 2016年12月29日 | 169.27                | 15.396                  |
| 2022年08月28日 | 195.27                | 15.199                  |